# إنديانولا (مسيسيبي)
إنديانولا (بالإنجليزية: Indianola, Mississippi) هي مدينة تقع في الولايات المتحدة في مقاطعة صنفلور. يقدر عدد سكانها بـ 12,066 نسمة ومساحتها 22.5 كم2 وترتفع عن سطح البحر 37 متر.

## التركيبة السكانية
حدّد مكتب تعداد الولايات المتحدة بيانات التركيبة السكانية لإنديانولا في تعداد الولايات المتحدة. في ما يلي، التركيبة السكانية حسب تعدادي 2000 و2010.

### تعداد عام 2000
بلغ عدد سكان إنديانولا 12,066 نسمة بحسب تعداد عام 2000، وبلغ عدد الأسر 3,899 أسرة وعدد العائلات 2,982 عائلة مقيمة في المدينة. في حين سجلت الكثافة السكانية 538.2 نسمة لكل كيلومتر مربع (1,393.9/ميل2). وبلغ عدد الوحدات السكنية 4,118 وحدة بمتوسط كثافة قدره 183.7 لكل كيلومتر مربع (475.8/ميل2).
وتوزع التركيب العرقي للمدينة بنسبة 25.73% من البيض و73.38% من الأمريكيين الأفارقة و0.01% من الأمريكيين الأصليين و0.46% من الأمريكيين ذوي الأصول الآسيوية و0.16% من الأعراق الأخرى و0.27% من عرقين مختلطين أو أكثر و0.71% من الهسبانيون أو اللاتينيون من أي عرق.
بلغ عدد الأسر 3,899 أسرة كانت نسبة 49.6% منها لديها أطفال تحت سن الثامنة عشر تعيش معهم، وبلغت نسبة الأزواج القاطنين مع بعضهم البعض 40.8% من أصل المجموع الكلي للأسر، ونسبة 31.1% من الأسر كان لديها معيلات من الإناث دون وجود شريك، بينما كانت نسبة 4.6% من الأسر لديها معيلون من الذكور دون وجود شريكة وكانت نسبة 23.5% من غير العائلات. تألفت نسبة 20.8% من أصل جميع الأسر من عدة أفراد يعيشون في نفس المنزل ونسبة 9.7% كانت تتألف من شخص يعيش بمفرده يبلغ من العمر 65 عاماً أو أكثر. وبلغ متوسط حجم الأسرة المعيشية 3.05، أما متوسط حجم العائلات فبلغ 3.53.
بلغ العمر الوسطي للسكان 29.6 عاماً. وكانت نسبة 32.9% من القاطنين تحت سن الثامنة عشر، وكانت نسبة 11.4% بين الثامنة عشر والرابعة والعشرين عاماً، ونسبة 26.1% كانت واقعةً في الفئة العمرية ما بين الخامسة والعشرين والرابعة والأربعين عاماً، ونسبة 18.4% كانت ما بين الخامسة والأربعين والرابعة والستين، ونسبة 9.9% كانت ضمن فئة الخامسة والستين عاماً فما فوق. يوجد لكل 100 أنثى 82.8 ذكر، ويوجد لكل 100 أنثى في الثامنة عشر من عمرها فما فوق 75.0 ذكر.
بلغ متوسط دخل الأسرة في المدينة 26,308 دولارًا، أما متوسط دخل العائلة فبلغ 31,186 دولارًا. وكان متوسط دخل الذكور 27,310 دولارًا مقابل 17,622 دولارًا للإناث. وسجل دخل الفرد الخاص بالمدينة 12,082 دولارًا. وكانت نسبة 22.5% من العائلات ونسبة 27.4% من السكان تحت خط الفقر، وكان من هؤلاء نسبة 36% تحت سن الثامنة عشر ونسبة 21.5% في الخامسة والستين من العمر وما فوق.

### تعداد عام 2010
بلغ عدد سكان إنديانولا 10,683 نسمة بحسب تعداد عام 2010، وبلغ عدد الأسر 3,650 أسرة وعدد العائلات 2,620 عائلة مقيمة في المدينة. في حين سجلت الكثافة السكانية 476.5 نسمة لكل كيلومتر مربع (1,234.1/ميل2). وبلغ عدد الوحدات السكنية 3,942 وحدة بمتوسط كثافة قدره 175.8 لكل كيلومتر مربع (455.3/ميل2).
وتوزع التركيب العرقي للمدينة بنسبة 18.75% من البيض و79.38% من الأمريكيين الأفارقة و0.20% من الأمريكيين الأصليين و0.47% من الأمريكيين ذوي الأصول الآسيوية و0.74% من الأعراق الأخرى و0.47% من عرقين مختلطين أو أكثر و1.64% من الهسبانيون أو اللاتينيون من أي عرق.
بلغ عدد الأسر 3,650 أسرة كانت نسبة 41.5% منها لديها أطفال تحت سن الثامنة عشر تعيش معهم، وبلغت نسبة الأزواج القاطنين مع بعضهم البعض 33.3% من أصل المجموع الكلي للأسر، ونسبة 32.2% من الأسر كان لديها معيلات من الإناث دون وجود شريك، بينما كانت نسبة 6.2% من الأسر لديها معيلون من الذكور دون وجود شريكة وكانت نسبة 28.2% من غير العائلات. تألفت نسبة 25% من أصل جميع الأسر من عدة أفراد يعيشون في نفس المنزل ونسبة 9% كانت تتألف من شخص يعيش بمفرده يبلغ من العمر 65 عاماً أو أكثر. وبلغ متوسط حجم الأسرة المعيشية 2.86، أما متوسط حجم العائلات فبلغ 3.43.
بلغ العمر الوسطي للسكان 32.6 عاماً. وكانت نسبة 28.2% من القاطنين تحت سن الثامنة عشر، وكانت نسبة 11% بين الثامنة عشر والرابعة والعشرين عاماً، ونسبة 25.2% كانت واقعةً في الفئة العمرية ما بين الخامسة والعشرين والرابعة والأربعين عاماً، ونسبة 24.7% كانت ما بين الخامسة والأربعين والرابعة والستين، ونسبة 11% كانت ضمن فئة الخامسة والستين عاماً فما فوق. وتوزع التركيب الجنسي للسكان بنسبة 46.2% ذكور و53.8% إناث.

## أعلام
- سام لاسي
- ستيف ياربروف
- فيلي كلايتون
- ليتل آرثر دونكان
- تشارلي باتون
- ويليام هارولد كوكس